# 마인 (1957년 영화)
"마인"(魔人)은 한국에서 제작된 한형모 감독의 1957년 영화이다. 이룡 등이 주연으로 출연하였고 강치성 등이 제작에 참여하였다.

## 출연

### 주연
- 이룡
- 이민자
- 이빈화

## 기타
- 원작자: 김래성
- 조명: 이범근
- 녹음: 최칠복
- 미술: 박석인